# Autocracia
Autocracia tem o sentido, a partir da análise dos radicais gregos autos (por si próprio) e kratos (poder), de poder por si próprio. É uma forma de governo na qual há um único detentor do poder político-estatal, isto é, o poder está concentrado em um único governante. O governante tem controle absoluto em todos os níveis do Estado; as suas decisões não estão sujeitas a restrições legais externas nem a mecanismos regularizados de controlo popular (excepto talvez pela ameaça implícita de golpe de estado ou de insurreição em massa). O termo autocracia tem funcionalidade apenas para descrever a concentração ou a distribuição do controle do poder estatal, não servindo para avaliar a presença ou ausência de legitimidade democrática de um governo. Há, com efeito, a possibilidade de um governo autocrático ascender ao poder via eleições democráticas e mesmo realizar eleições periodicamente.
Historicamente, refere-se ao Império Bizantino em que o imperador se denominava autocrator, o que significava para ele que o seu poder era supremo, absoluto, ilimitado, irresponsável com relação a qualquer instituição terrestre e dado somente por Deus. Era um governo total sobre a sociedade porque controlava o domínio temporal, com importante papel também no espiritual, apesar de pertencer primariamente à Igreja - o que não significa que muitas vezes o primeiro não tenha tentado obter um domínio completo sobre o segundo. A história do termo prolongou-se após o fim do Império Bizantino com a adoção pela Rússia da ideologia imperial de Bizâncio. Além de adotar o título de tzar (ou czar), equivalente russo do césar latino, adotou também a denominação e substância da autocracia.
As monarquias nem sempre são autocratas. A monarquia constitucional é um Estado democrático de Direito. Já as monarquias absolutistas se enquadram na classificação de regime político autocrático, pois o monarca absoluto é o único detentor do poder, fugindo ao controle de qualquer outro órgão.
Uma autocracia não deve ser tida como sinônimo de regime autoritário ou regime totalitário, que são formas de exercício de poder e não de origem da legitimidade. 
Como exemplos de regimes autocráticos incluem:
- Monarquias absolutistas por direito divino, onde a legitimidade do poder depende da religião e só se mantém com seu referendo.
- Cesarismo plebiscitário de Napoleão, que se fundamenta numa suposta vontade popular, expressa por meio de consultas periódicas, nas quais não há alternativas à decisão do governante.
- Governos ditatoriais na América Latina, como os do Brasil ou Argentina, que manipulavam as instituições sob a justificativa de atender aos interesses nacionais.
- Regimes autoritários como o de Trujillo na República Dominicana ou a família Duvalier no Haiti, onde o Estado era pura e simplesmente apropriado como patrimônio pessoal.

Como exemplo de totalitarismo, que se baseia no domínio de uma corrente ideológica que não deixa espaço de fuga a nenhum aspecto da sociedade, e não pretende se implantar apenas pela força, mas pelo completo domínio das consciências, temos o regime nazista, o regime das Repúblicas Socialistas Soviéticas e a China sob o governo de Mao Tsé-Tung.